# 큰개자리
큰개자리(Canis Major [ˌkeɪnɪs ˈmeɪdʒɚ], Great Dog)는 천구의 남반구에 있는 별자리로, 겨울철 저녁 하늘에서 쉽게 볼 수 있다.

## 특징
사냥꾼 오리온을 따라다니는 두 마리의 개 중 하나를 나타내는 이 별자리는 하늘에서 가장 밝은 별인 시리우스를 포함한다. 시리우스는 베텔게우스, 프로키온과 함께 북쪽 하늘에 겨울의 대삼각형을 만든다.

## 별과 천체
큰개자리에는 다음과 같은 밝은 별들이 있다.
- α CMa (시리우스: Sirius): -1.46 등급으로, 태양을 제외하면 지구상에서 가장 밝게 보이는 별이며, 거리도 가까운 편이다. 동아시아의 별자리에서는 늑대를 의미하는 '낭성(狼星)'이라는 하나의 별자리로 취급된다.[1]
- β CMa (미르잠: Mirzam): 1.98 등급이다.
- γ CMa (뮬리펜: Muliphen): 4.11 등급이다.
- δ CMa (웨젠: Wezen): 1.83 등급이다.
- ε CMa (아다라: Adhara): 1.5 등급이다.
- ζ CMa (퍼러드: Furud): 3.0 등급이다.
- η CMa (알루드라: Aludra): 2.45 등급이다.
- 큰개자리 VX: LC형의 맥동변광성으로 알려져 있다.

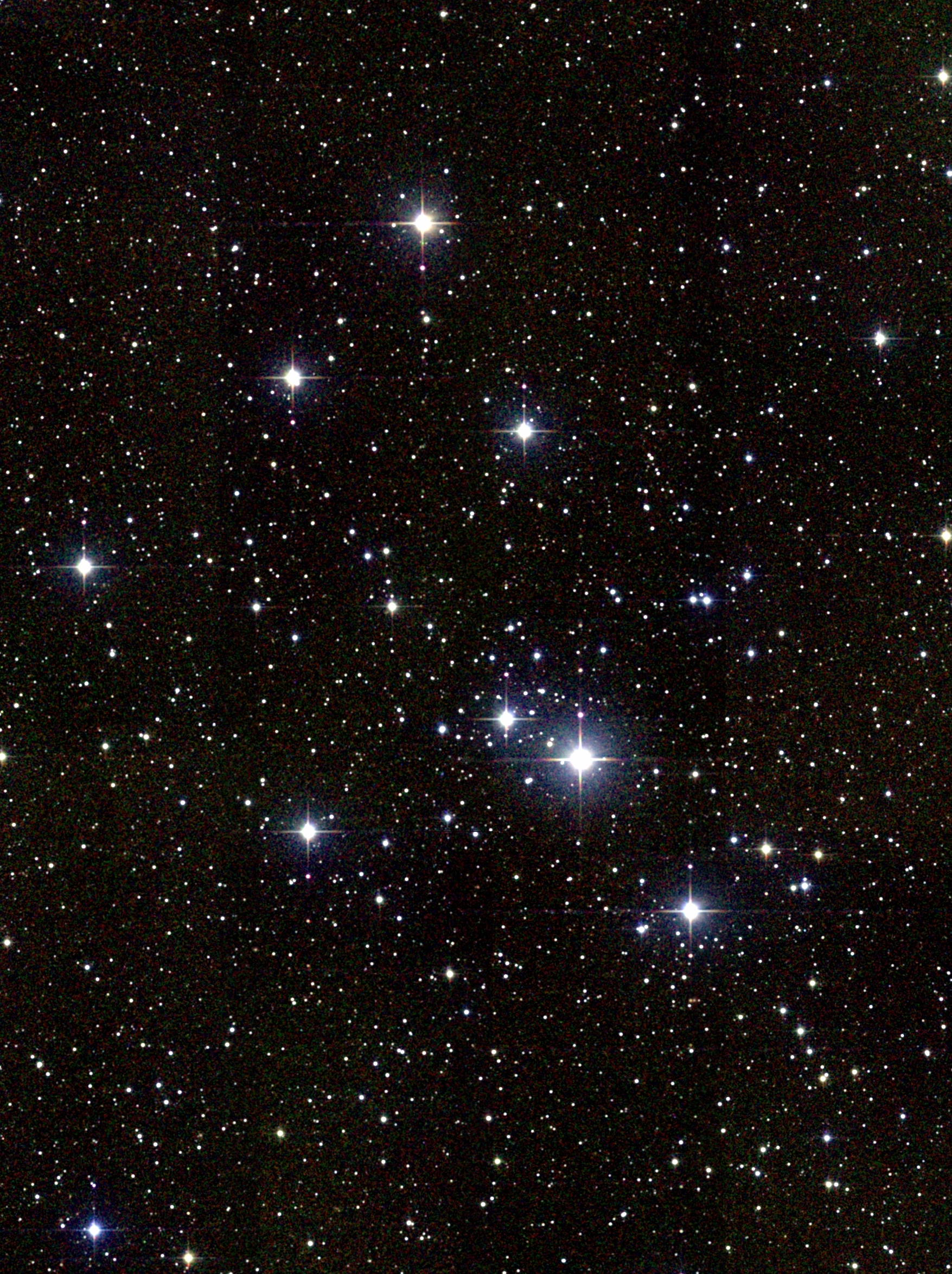
M41 산개성단

## 성단·성운·은하
이 부근에는 분명한 성단과 성운이 그다지 많지 않다.
- 메시에 41번 (NGC 2287): 밝기 4.6등급의 산개성단으로, 시리우스 남쪽 4˚ 에 있다. 약 2,350광년 떨어져 있으며, 직경은 약 24광년이다. 약 8,000개의 별을 포함한다. K형의 별들이 포함된 것으로도 알려져 있다. 가장 밝은 산개성단의 하나로 밝은 별이 나비모양을 이룬다.
- NGC 2360: 산개성단이다. γ별의 남쪽 3˚에 있다.
- NGC 2362: 산개성단이다. τ별 부근에 있다.

은하수가 지나므로 뒷편의 은하계들은 성간 물질에 숨겨진다. 그럼에도, 2003년에는 태양에 가장 가까운 은하계인 큰개자리 왜소은하(Canis Major Dwarf)가 발견되었다.

## 역사와 신화

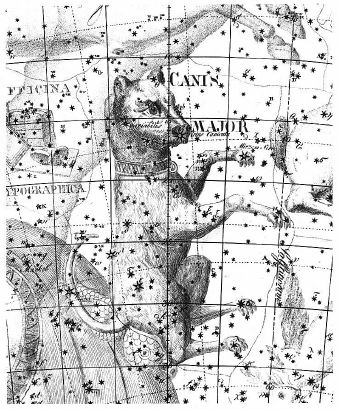
우라노그라피아(1801년)의 큰개자리

큰개자리는 프톨레마이오스의 48개 별자리였으며, 현대 88개 별자리에 포함되었다.
- 옛 유럽에서는 이 별자리를 악타이온의 사냥개 'Laelaps'라 부르기도 했으며, 너무 빨라서 제우스가 하늘에 올렸다고도 한다.
- 일반적으로 큰개자리는 오리온의 사냥개이며, 토끼를 쫓거나 황소와 싸우는 오리온을 돕는다고 한다.
- 로마의 미신에서는 큰개자리를 'Custos Europae'로 불렀는데, 이는 에우로페를 지키는 개로, 주피터가 황소로 변하여 에우로페를 납치하는 것을 막지 못했다. 큰개자리를 지옥을 지키는 개라 부르기도 했다.

### 시리우스
- 옛 베다(Vedas)에서 시리우스는 족장의 의자로 알려졌다.
- 힌두교의 기록에서는, '비의 신' 또는 '비의 별'인 'Sukra'로 언급되었다.
- 고대 이집트에서는 나일(Nile)의 별 또는 '이시스의 별'로 언급되기도 하였다. 이 별은 6월 21일, 나일강이 범람하기에 앞서 떠올랐다.
- 아라비아에서는 'Al Shi'ra'로 불렸는데, '빛나는 것'의 의미로 추측된다.
- 8.7광년이라는 비교적 가까운 곳에서 1만도로 불타 오르며 태양보다 23배나 더 많은 빛을 내는 바람에 밤하늘에서 가장 밝은 별이 자리에 올라섰다. 실제 시리우스를 쳐다보면 그 빛이 워낙 강렬하여 얼마나 밝은 지를 느낄 수 있다. 그래서 그리스말로 태우는 듯한이라는 뜻이다.
- 이란 신화,조로아스터교,페르시아의 고대 종교에서는 '티시트랴'라고 불리며 비를 내리게 하는 신성성을 가진 것으로 나온다.

## 같이 보기
- 큰개자리 VY
- 작은개자리
- 오리온자리